# Independent News Company
Independent News Company était une société de distribution de magazines et de comic books. Elle était une filiale de la National Periodical Publications, société mère de DC Comics. Independent News est fondée en 1932 et jusqu'à sa disparition en 1970, elle distribue toutes les publications de DC mais aussi celles d'autres éditeurs comme Marvel Comics de 1957 à 1969, ainsi que des pulps et des magazines.

## Histoire

### Origine
En 1931, Harry Donenfeld et Jack Liebowitz dirigent en commun une maison d'édition de "sex pulp" et de magazines érotiques distribués par Eastern News, dirigée par Charles Dreyfus et Paul Sampliner. Cette année Eastern News est en faillite et ne peut plus payer les éditeurs. Elle doit à Donenfeld la somme de 30 000 dollars. Donenfeld propose alors à Sampliner de fonder la société Independent News Company, une maison d'édition qui sera aussi son propre distributeur.
Sampliner dirige la distribution, Donenfeld la vente, le frère de celui-ci, Irving, l'impression et Liebowitz est chargé des finances. Independent News est opérationnelle en 1932.

### Expansion
En 1935, Malcolm Wheeler-Nicholson qui dirige une maison d'édition de comics se rapproche d'Independent News pour relancer le comics New Fun. Donenfeld accepte mais exige que Liebowitz et lui-même aient des parts de la société. Wheeler-Nicholson accepte et  produit deux nouveaux comics distribués par Independent News, New Comics et Detective Comics. La société prend le nom de Detective Comics Incorporated. En 1938, Donenfeld poursuit en justice Wheeler-Nicholson pour n'avoir pas honoré les factures d'Independent News. Detective Comics Inc. se retrouve en faillite et Donenfeld rachète la société à Wheeler-Nicholson.
En 1946, Liebowitz organise la fusion de All-American Comics et Detective Comics sous le nom de National Comics. Puis il unit National Comics, Independent News, et leurs filiales en une seule société nommée National Periodical Publications.
Dans l'après-guerre American News Company est la principale société de distribution. DC est la seule société d'importance qui leur échappe. Atlas Comics dirigée par Martin Goodman est aussi en 1957 distribué par American News. Mais celle-ci poursuivi par la justice américaine perd le procès et décide de se retirer de la distribution. Atlas se tourne alors en catastrophe vers Indepedent News. Les conditions pour être distribués sont draconiennes et Atlas qui éditait plus de 50 comics par mois ne peut plus qu'en publier 12.
Independent News distribue aussi les comics d'American Comics Group et les magazines Playboy et Family Circle.

### Disparition
En 1967, National Periodical Publications est racheté par Kinney National Company, qui ensuite rachète Warner Bros.-Seven Arts et devient Warner Communications. En 1970, Independent News est fermée. Le dernier président d'Independent News Harold Chamberlin (de 1968 à 1970)devient le president de Warner Publishing de 1970 à 1979.